# Bengt Långström
Bengt Roland Långström, född 27 september 1943 i Överluleå församling, är en svensk kemist och professor emeritus i radiofarmaceutisk organisk kemi, internationellt känd som en av männen bakom PET-tekniken.
Bengt Långström disputerade 1980 vid Uppsala universitet med en avhandling om kol-11, On the synthesis of ¹¹C-compounds, och blev 1989 professor i radiofarmaceutisk organisk kemi i Uppsala och föreståndare för Uppsala universitets PET-centrum (Uppsala Imanet). I sitt avhandlingsämne kom Långström in på sitt främsta forskningsområden nämligen att man genom att märka vissa utvalda molekyler med kol-11 sedan kan studera hur de sönderfaller, med hjälp av PET (hjärnscanning). Detta har betydelse för studier av biokemiska förändringar i kroppsvävnader, och har sedan dess använts i forskningen, sjukvården och farmacin.
Långström har publicerat 280 vetenskapliga artiklar om kemi, samt 355 artiklar om medicin och hälsa.
På 60-talet var Bengt Långström med och tog basketlaget Umeå IF till högsta divisionen.[källa behövs]

## Utmärkelser
Som forskare och föreståndare för PET-centrum vid Uppsala universitet har Långström belönats för att ha skapat den höga internationella standard som PET-centrum har. Bland andra priser har Långström erhållit Ulla och Stig Holmquists vetenskapliga pris i organisk kemi.
År 2010 emottog Långström Georg Charles de Hevesy Nuclear Pioneer Award.